# Giannutri
Giannutri (olaszul Isola di Giannutri): a Toszkánai-szigetek legdélebben fekvő szigete a Tirrén-tengerben.

## Földrajza
Közigazgatásilag Olaszország Toszkána tartományának Grosseto megyéjéhez tartozik. Területe 2,6 km², legnagyobb hossza 2,5 km. A 11 km hosszú, nagyrészt meredek, sziklás partszakaszát két jelentősebb öböl szakítja meg: a sziget északkeleti részén fekvő Cala Spalmatoio, valamint az északnyugati partjainál levő Cala Maestra. Éghajlata enyhe.

## Nevezetességei
- A sziget már az ókorban is lakott volt, amelynek emléke egy római kori villa maradványa.
- A természetvédelmi területnek köszönhetően, amely kiterjed a szigetet övező vizekre is, érintetlen természet és kristálytiszta vizű tenger jellemzi.

## Külső hivatkozás
- Giannutri szigete (németül, olaszul, angolul, franciául)